# Adolf Castman
Adolf Castman född omkring 1670, dödsår okänt, var en svensk lantmätare och tecknare.
Castman var lantmätare i Östergötlands län i slutet av 1600-talet. Efter en process i samband med att han sökte en tjänst vid Amiralitetet fick han avsked 1700. Som tecknare dekorerade han sina kartor med fartyg djur och figurer, bland annat finns i Lantmäteristyrelsens arkiv en karta utförd som akvarell med örlogs- och kofferdiskepp som motiv. Han tecknade även förlagan till gravyren över en plafond framställande Tiden bekransade Kärleken. 